# Mulga (Alabama)
Mount Vernon es un pueblo ubicado en el condado de Jefferson en el estado estadounidense de Alabama. En el censo de 2000, su población era de 973.

## Demografía
En el 2000 la renta per cápita promedia del hogar era de $ 36.500$, y el ingreso promedio para una familia era de 41.382$. El ingreso per cápita para la localidad era de 16.622$. Los hombres tenían un ingreso per cápita de 31.438$ contra 23.750$ para las mujeres.

## Geografía
Mount Vernon está situado en 33°32′56″N 86°58′38″O / 33.54889, -86.97722 (33.548891, -86.977254)
Según la Oficina del Censo de los EE. UU., la ciudad tiene un área total de 0.61 millas cuadradas (1.57 km²).